# 菲尼斯泰尔省公路网

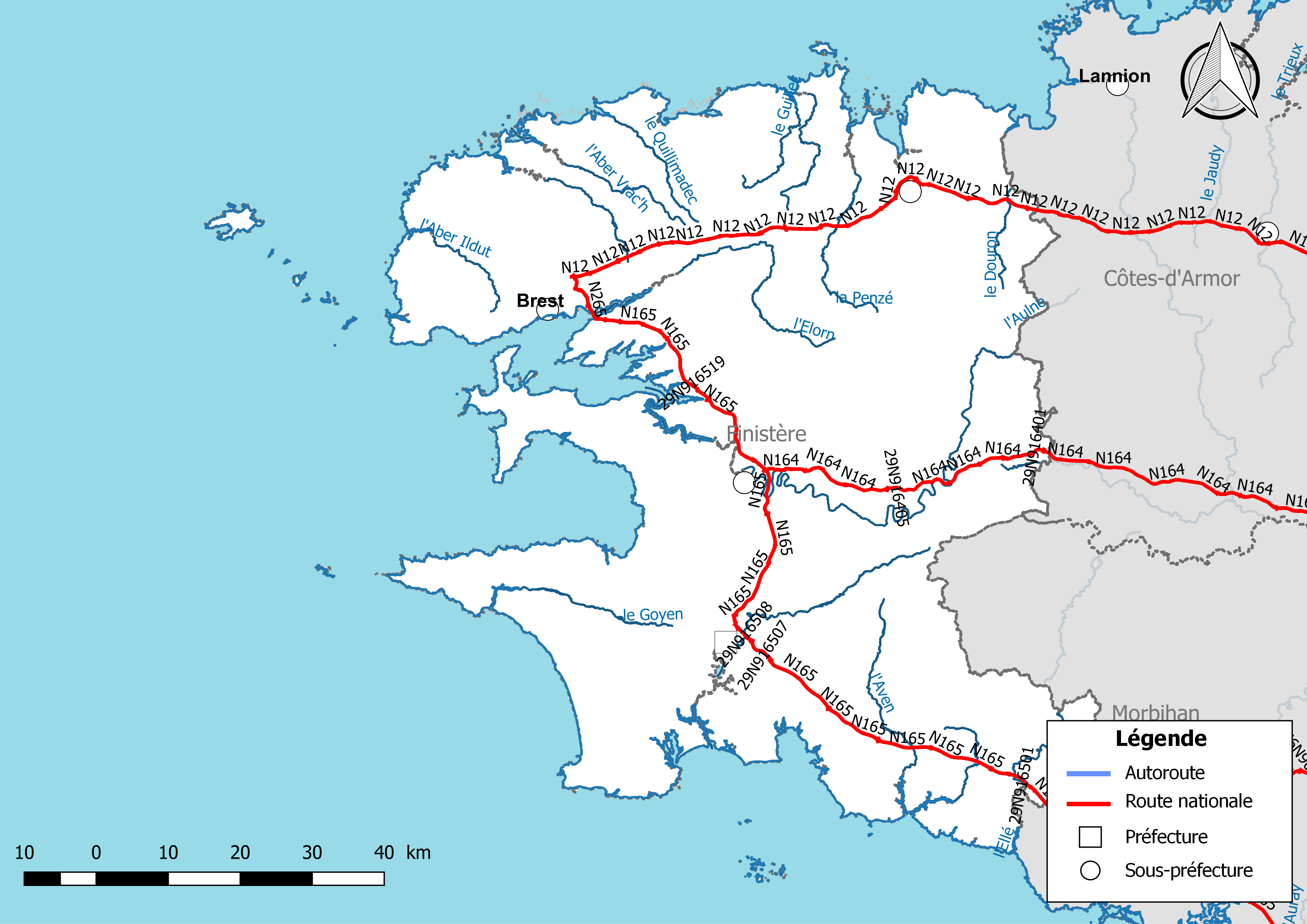
菲尼斯泰尔省公路网

菲尼斯泰尔省公路网是法国菲尼斯泰尔省境内公路设施的统称。截止2020年10月，菲尼斯泰尔省境内共有国道233公里，省道3502公里以及其它公路14352公里。

## 历史
菲尼斯泰尔省的第一条公路出现于18世纪末，最初仅供马车行驶，工业革命后开始出现机动车辆。1930年，菲尼斯泰尔省境内的公路系统进行了统一编号。1972年和2006年，法国的国道系统两次大规模拆分，其中菲尼斯泰尔省境内的法国国道N19线、N60线等均改为省道，并重新编号。
|          | 2002  | 2003  | 2004  | 2005  | 2006  | 2007  | 2008  | 2009  | 2010  | 2011  |
| -------- | ----- | ----- | ----- | ----- | ----- | ----- | ----- | ----- | ----- | ----- |
| 国道     | 249   | 249   | 247   | 233   | 233   | 233   | 233   | 233   | 233   | 233   |
| 省道     | 3465  | 3465  | 3465  | 3465  | 3492  | 3551  | 3552  | 3552  | 3559  | 3560  |
| 其它道路 | 11848 | 11880 | 12090 | 12128 | 12273 | 12605 | 12605 | 12823 | 12823 | 13111 |
| 总计     | 15562 | 15594 | 15802 | 15826 | 15998 | 16389 | 16390 | 16608 | 16615 | 16904 |

## 路网

### 高速公路
因历史因素，布列塔尼地区不修建付费高速公路。

### 国道
- 法国国道N12线（法语：Route nationale 12 (France)），菲尼斯泰尔省境内全长约71公里。
- 法国国道N164线（法语：Route nationale 164），菲尼斯泰尔省境内全长约44公里。
- 法国国道N165线（法语：Route nationale 165），菲尼斯泰尔省境内全长约113公里。
- 法国国道N265线（法语：Route nationale 265），菲尼斯泰尔省境内全长约5公里。

### 省道
| 菲尼斯泰尔省省道列表       |             |                                   | |                         |
| 编号                       | 长度 （km） | 起点 连接线                       | 主要途径市镇（斜体字表示该道路距离该市镇政府所在地最近距离超过1公里） | 终点 连接线             |
| D2                         | 39          | 蓬克鲁瓦 D765                     | 蓬克鲁瓦 ↔ 普卢伊内克 ↔ 普卢泽韦特 ↔ 普尔德勒济克 ↔ 普洛旺/珀梅里特 ↔ 特雷奥加特 ↔ 普卢埃乌尔-朗韦恩 ↔ 蓬拉贝 ↔ 洛克蒂迪 | 洛克蒂迪 港口           |
| D9                         | 24.2        | 莫尔莱 巴黎街                     | 莫尔莱 ↔ 普卢贡旺 ↔ 拉内阿努 ↔ 斯克里尼亚克/波特索雷勒/博拉泽克 | （阿摩尔滨海省） D28    |
| D10                        | 42          | 普卢盖尔诺 D13                    | 普卢盖尔诺 ↔ 吉塞尼 ↔ 凯尔卢昂 ↔ 普卢内乌尔-特雷兹 ↔ 普卢伊代尔 ↔ 古尔旺 ↔ 特雷弗莱兹 ↔ 普卢内韦兹-洛克里斯特 ↔ 普卢埃斯卡特 ↔ 克莱代尔 ↔ 锡比里勒 ↔ 普卢古尔姆 ↔ 圣波勒德莱昂 | 圣波勒德莱昂 布雷斯特街 |
| D13                        | 19.1        | 古埃努 D67                        | 古埃努 ↔ 普拉伯内克 ↔ 布朗堡 ↔ 普卢维扬 ↔ 拉尼利斯 ↔ 普卢盖尔诺 | 普卢盖尔诺 D10          |
| D14                        | 25.3        | 普莱邦 D785                       | 普莱邦 ↔ 拉内代恩 ↔ 洛克弗雷 ↔ 勒福地区普洛内韦兹 ↔ 普卢耶 ↔ 耶尔戈阿特 ↔ 贝里扬 | 贝里扬 D769             |
| D17                        | 25.6        | 普卢耶 D42                        | 普卢耶 ↔ 科洛雷克 ↔ 朗德洛 ↔ 斯佩泽特 | （莫尔比昂省） D301     |
| D34                        | 17.2        | 坎佩尔 邮政桥                     | 坎佩尔 ↔ 普勒旺 ↔ 克洛阿尔-富埃南 ↔ 贝诺代 | 贝诺代 海滩大街         |
| D36                        | 54.7        | 罗斯波尔当 D765                   | 罗斯波尔当 ↔ 图尔克 ↔ 科赖 ↔ 特雷古雷兹 ↔ 拉兹 ↔ 圣戈阿泽克 ↔ 勒福新堡 ↔ 勒福地区普洛内韦兹 ↔ 洛克弗雷 ↔ 布勒尼利斯 ↔ 拉弗耶 | 拉弗耶 D764             |
| D42                        | 73.2        | 勒福 市政厅                       | 勒福 ↔ 昂韦克 ↔ 洛佩雷克 ↔ 圣里沃阿勒 ↔ 波特默尔 ↔ 布勒尼利斯 ↔ 拉弗耶 ↔ 贝里扬 ↔ 斯克里尼亚克 ↔ 波特索雷勒 ↔ 盖尔莱斯坎 ↔ 普卢埃加特-穆瓦桑 | （阿摩尔滨海省） D42    |
| D48                        | 40.7        | 沙托兰 D887                       | 沙托兰 ↔ 圣塞加勒 ↔ 普莱邦 ↔ 拉克卢瓦特尔普莱邦 ↔ 勒福地区普洛内韦兹 ↔ 科洛雷克 ↔ 朗德洛 ↔ 凯尔格洛夫 ↔ 卡赖普卢盖 | 卡赖普卢盖 D264         |
| D67                        | 37.4        | 勒勒莱克-凯吕翁 莱奥波尔·迈桑大道 | 勒勒莱克-凯吕翁 ↔ 吉帕瓦 ↔ 古埃努 ↔ 布雷斯特/博阿尔/米利扎克-吉普龙韦勒 ↔ 圣勒南 ↔ 普卢莫盖尔/洛克玛利亚-普卢扎内 ↔ 特雷巴比 ↔ 勒孔凯 | 特雷巴比/勒孔凯 D789    |
| D100                       | 7           | 坎佩尔 D770                       | 坎佩尔（西北过境快速公路） | 坎佩尔 D784             |
| D117                       | 10.5        | 勒福新堡 D36                      | 勒福新堡 ↔ 斯佩泽特 | 斯佩泽特 D301           |
| D255                       | 7.6         | 克罗宗 D887                       | 克罗宗（半岛南延伸公路） | 克罗宗 山羊角           |
| D264                       | 7.7         | 卡赖普卢盖 D769                   | 卡赖普卢盖 | （阿摩尔滨海省） D2164  |
| D764                       | 63.5        | 卡赖普卢盖 D765                   | 卡赖普卢盖 ↔ 普鲁内韦泽勒/凯尔格洛夫 ↔ 普拉乌昂 ↔ 洛克玛利亚-贝里扬/普卢耶/耶尔戈阿特 ↔ 拉弗耶 ↔ 普卢内乌尔-梅内兹 ↔ 科马纳 ↔ 锡藏 ↔ 普卢迪里 ↔ 拉马尔蒂尔 ↔ 拉罗什莫里斯 ↔ 庞克朗 ↔ 朗代尔诺 ↔ 十字桥镇 ↔ 欧迪耶讷                                                                                               | 朗代尔诺 沃阿格拉桥     |
| D765                       | 90.6        | （莫尔比昂省） D765               | 雷代内 ↔ 坎佩尔莱 ↔ 梅拉克 ↔ 巴纳莱克 ↔ 罗斯波尔当 ↔ 埃利扬 ↔ 圣伊维 ↔ 圣埃瓦尔泽克 ↔ 坎佩尔 ↔ 普洛内伊斯 ↔ 冈加/古尔利宗/勒瑞克 ↔ 杜瓦讷内 ↔ 滨海普朗 ↔ 孔福尔梅拉尔 ↔ 蓬克鲁瓦 ↔ 欧迪耶讷 | 欧迪耶讷 D784           |
| D769                       | 72.8        | 普卢内韦泽勒 D764                 | 普卢内韦泽勒 ↔ 普拉乌昂 ↔ 洛克玛利亚-贝里扬 ↔ 贝里扬 ↔ 勒克卢瓦特尔-圣泰戈内克 ↔ 普莱贝尔克里斯特/莫尔莱附近普卢兰 ↔ 莫尔莱 ↔ 托勒 ↔ 普卢埃南 ↔ 圣波勒德莱昂 ↔ 罗斯科夫 | 罗斯科夫 圣母教堂       |
| D770                       | 92.3        | 坎佩尔 D100                       | 坎佩尔 ↔ 朗德雷瓦尔泽克 ↔ 布里耶克/卡斯特 ↔ 圣库利 ↔ 沙托兰 ↔ 洛奈港 ↔ 圣塞加勒 ↔ 吉梅尔克附近比桥镇 ↔ 罗斯诺恩 ↔ 勒福 ↔ 昂韦克 ↔ 奥皮塔勒康弗鲁↔ 洛戈纳-达乌拉斯 ↔ 达乌拉斯 ↔ 圣于尔班/迪里农 ↔ 朗代尔诺 ↔ 普卢埃代恩 ↔ 普卢达尼埃尔 ↔ 莱斯讷旺 ↔ 凯尔努韦斯 ↔ 普卢伊代尔 ↔ 普卢内乌尔-特雷兹 ↔ 布里尼奥冈海滩镇 | 布里尼奥冈海滩镇 市政厅 |
| D783                       | 56.1        | 坎佩尔 N165                       | 坎佩尔 ↔ 圣埃瓦尔泽克 ↔ 拉福雷富埃南 ↔ 孔卡尔诺 ↔ 特雷冈克 ↔ 蓬阿旺 ↔ 贝隆河畔里耶克 ↔ 巴伊 ↔ 梅拉克 ↔ 坎佩尔莱 | 坎佩尔莱 D765           |
| D784                       | 45.4        | 坎佩尔 D100                       | 坎佩尔 ↔ 普洛内伊斯/普卢居方 ↔ 普洛加斯泰勒-圣日耳曼 ↔ 朗迪代克 ↔ 普洛泽韦克 ↔ 普卢伊内克 ↔ 欧迪耶讷 ↔ 普里默兰 ↔ 普洛戈夫 | 普洛戈夫 勒拉角         |
| D785 （北段）              | 69.8        | 坎佩尔 D770                       | 坎佩尔 ↔ 布里耶克 ↔ 埃代恩 ↔ 古埃泽克 ↔ 普莱邦 ↔ 布拉帕尔 ↔ 圣里沃阿勒/博特莫尔/科马纳/拉弗耶 ↔ 普卢内乌尔-梅内兹 ↔ 普莱贝尔克里斯特 ↔ 圣塞沃 | 圣塞沃 N12              |
| D785 （南段）              | 31.5        | 坎佩尔 D34                        | 坎佩尔 ↔ 普吕古方/普洛默兰 ↔ 孔布里特 ↔ 蓬拉贝/普洛内乌尔-朗韦恩 ↔ 普洛默尔 ↔ 庞马尔克 | 庞马尔克 埃克谬尔灯塔   |
| D788                       | 57.9        | 布雷斯特 埃尔芒环岛               | 布雷斯特 ↔ 古埃努 ↔ 普拉伯内克 ↔ 勒德勒内克 ↔ 普卢达尼埃尔 ↔ 勒福尔戈埃特 ↔ 莱斯讷旺 ↔ 普卢伊代尔/圣梅昂 ↔ 拉努瓦尔诺 ↔ 普卢内韦兹-洛克里斯特 ↔ 圣武盖 ↔ 普卢泽韦代 ↔ 特雷济利代 ↔ 梅斯波勒 ↔ 普卢古尔姆 ↔ 圣波勒德莱昂                                                                                           | 圣波勒德莱昂 N769       |
| D887                       | 40.8        | 沙托兰 N164                       | 沙托兰 ↔ 迪内欧尔/普洛莫迪耶恩 ↔ 圣尼克 ↔ 滨海泰尔格吕克 ↔ 克罗宗 | 克罗宗 D255             |
| 1. 2. 3. 4. 5. 6. 7. 8. 9. |             |                                   | |                         |